# Alberto Crane
Alberto Lewis Crane (Santa Fé, 14 de julho de 1976) é um ex-atleta estaduniense de lutas livres. Ele lutava na categoria dos pesos leves e competiu no Ultimate Fighting Championship. Foi campeão do King of the Cage e do Ring Of Fire nos peso-leve.

## Biografia
Crane veio para o Brasil assim que se graduou no ensino médio para treinar numa academia de Gracie Barra no Rio de Janeiro, sendo que depois partiu para Belo Horizonte. Ele é faixa preta em Jiu-Jitsu Brasileiro sob orientação de Vinicius Magalhaes e Carlos Gracie Jr. Após retornar para o Novo México, Crane começou a ensinar Jiu-Jitsu Brasileiro e abriu duas academias, uma em Santa Fé e outra em Albuquerque, Novo México. Ele iniciou-se no MMA em 2002 onde competiu até 2005 imbatível. Após um hiato de dois anos, ele foi para o UFC em 2007 e perdeu sua estreia para Roger Huerta no UFC 74 via TKO no terceiro round. Em sua segunda luta no UFC, contra Kurt Pellegrino, Alberto perdeu a luta por nocaute técnico, embora tenha tido diversas chances de vencer a luta.
Ele então se mudou para Los Angeles para ficar perto da família. Crane abria a Gracie Barra Pasadena and Encino Brazilian Jiu-Jitsu and Mixed Martial Arts nas redondezas de Los Angeles. Ele abriu uma escola em Encino, Califórnia em  Janeiro de 2009 e uma segunda sede em Pasadena em dezembro do mesmo ano.

## Vida
Alberto e sua esposa possuem três filhos, Sevan, Sona e Serineh, nascidos em 25 de novembro de 2008.